# 韩国网络审查

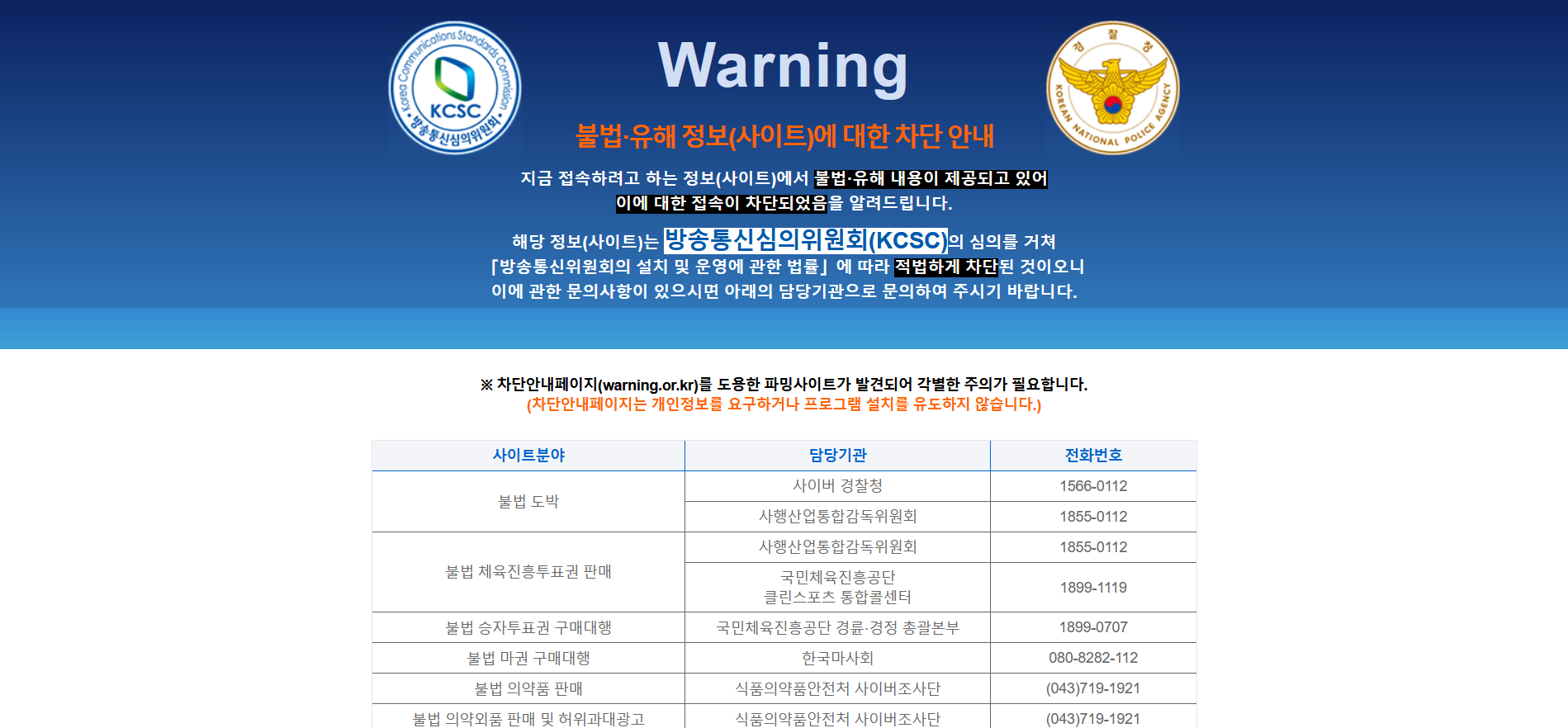
韩国放送通信审议委员会警告頁面。在韩国访问“有害网站”时，会將用户重定向至此。警告頁的標題寫著「關於非法、有害資訊（網站）的封鎖告示」（불법·유해 정보(사이트)에 대한 차단 안내／不法•有害情報(사이트)에 對한 遮斷案內）。

大韩民国拥有当今发达国家中最严厉的互联网审查，其主要审查范围包括与朝鲜民主主义人民共和国相关的内容，对政府的批评言论，以及色情、赌博等相关信息。

## 历史
自20世纪90年代互联网在世界各地兴起后，韩国政府就已经开始着手规划对互联网的系统性审查和封锁。英国作家迈克尔·布林认为，韩国的网络审查起源于韩国社会文化中当权者把自己看作是“人民大众的‘仁政’之父”的思想。
1991年，韩国国会审议通过了世界上第一部互联网审查法律——《電信事業法》，规定使用互联网、通信设备的韩国国民“不得接收以及传播危害公共秩序、社会道德风俗的信息”。1995年，韩国政府依照该法成立了互联网审查部门“資訊通信倫理委員會”。该委员会有权监控和审查互联网内容，并可自主决定是否要将“不良信息”删除，同时也有权对“散播不良信息”的网民提起刑事诉讼。1996年的头8个月，互联网通信操守委员会删除了超过20万条的网络资讯。
2008年，韩国政府成立了放送通信審議委員會，取代原先的資訊通信倫理委員會，而网络审查力度也随之加大。新的委员会要求所有访问量超过10万人次的网站，必须要求用户在注册、发言时填写真实姓名、身份证号等个人身份信息。与此同时，委员会也有权在30天内任意删除“遭到网民举报”、或委员会自行审查发现的网站上的“有害”文章、留言和信息。
在2011年，韩国网站上有超过53,000条网帖和留言遭到删除。而截至2013年，亦有超过63,000个韩国境内、境外网站遭到韩国政府屏蔽。
2012年8月，韩国宪法法院裁定网络实名制违宪。

## 相关法律依据
根据韩国電信事業法，除韩国廣播通信審議委員會外，三个韩国政府的下属机构也同时负责对互联网的审查和封锁，分别是：韩国广播监管委员会、韩国媒体分级委员会和韩国互联网安全委员会。其中韩国互联网安全委员会负责监督韩国的电信商，阻止访问含有“颠覆国家政权”、“危害未成年人”、“网络诽谤”、“暴力、色情和裸体”信息的境内外网站。
而韩国政府也依靠其他的国内法律来审查网络，如2008年的韩国反美国牛肉游行期间，政府便依据“传播虚假谣言罪”起诉了一名参与在互联网上组织、煽动游行的网民。

## 具体审查措施

### 对朝鲜相关信息的审查
韩国政府使用域名污染的手段，封锁了对63个服务器架设在美国、日本和中国的朝鲜相关网站，如金日成综合大学、朝鮮新報、我们民族之间等。而Facebook、Twitter等社交网站上与朝鲜有关的账号、网帖等亦在韩国遭到屏蔽，同时政府也严厉打击社交网站上所有同情、称赞朝鲜的讨论和报道。
2007年，韩国民主劳动党黨员金康弼（音譯；）因在网上讨论有关朝鲜的话题而遭判有期徒刑1年。2011年，一名韩国网民因在Twitter上发表称赞朝鲜的言论而遭到逮捕。2012年，一名韩国网民因在Twitter上转发了宣传朝鲜政体的网帖，獲判有期徒刑10个月，因其向法官“承诺不会再犯”，法院允许其刑期缓刑执行。
2014年，在韩国的中国留学生宋昶因在社交网站上赞美朝鲜、贬低韩国，而遭韩国法务部驱逐出境，并终生不得入境韩国。据韩国《朝鮮日报》报道，宋昶还在Facebook上自我介绍称是“进步网民”，并将金日成和金正日等列为自己的尊敬人物。韩国法务部表示，看到宋昶的社交网站账号，“让人产生这是朝鲜媒体的错觉”，“拥护朝鲜政权主张的内容太多了”。

### 对批评政府言论的审查
虽然韩国宪法规定了公民有言论自由的权利，但在互联网使用中，韩国政府往往以“危害国家安全”和“网络诽谤”等罪名，限制和审查网民的发言。
2002年，韩国政府关闭了一家反对征兵制度的网站，并以“刑事诽谤罪”起诉了一名网站聘用的社会活动家，原因是他在该网站发表了一篇批评韩国政府建设一个海军基地的文章。
2007年，韩国警方大规模抓捕了一批网络博客作家，相关博客和网站亦遭到删除和关闭。这些博客作家大多为持不同政见者，且经常在网上发表批评政府政策、总统候选人言行的文章。同一年的韩国大选期间，韩国政府向Naver、雅虎、YouTube等网站发出通知，要求在与大选相关的页面上，网民必须提供身份证号等个人身份信息实名认证后，才可发表留言和评论。若是外国网民评论，则必须以传真的方式提供护照的复印件，经过审核之后才能发帖。YouTube拒绝执行这一政策，并关闭了该网站韩文界面中与韩国大选有关视频的评论功能。
2010年，韩国总理室得到授权，獲准自主监控、审查和删除任何讽刺时任韩国总统李明博的网络评论。同年12月，韩国廣播通信審議委員會宣布，将开始研发一套网络审查指引系统，若国家面临“政治局势紧张”的局面，该系统可自动查找和删除网络上批评、攻击政府的言论和信息。
韓國政府有时亦將网络审查政策本身当作监控和审查的内容，如2012年，一名法官因在网上发表文章批评政府对互联网的审查而遭到开除。

### 对其他内容的审查
自2008年起，在韩国境内访问任何經政府視为“有害”的网站，如未经分级的游戏、赌博资讯、色情网站等，均会將用户重定向自韩国廣播通信審議委員會的警告页面，并出现“根据相关法律法规和政策，该网站内容不予显示”的字样，同时给出一系列韩国相关政府部门的举报电话。
韩国政府亦要求Naver、雅虎等门户网站和搜索引擎过滤和审查敏感词：触发敏感词时，用户必须提供身份证号等年龄验证信息之后才能继续相关搜索。若是外籍人士，则必须以传真的方式提供护照复印件。2009年，韩国政府要求Google及其下属网站YouTube也对用户年龄认证，Google拒绝执行，并随即封锁了任何IP地址位于韩国的用户的视频上传功能。而该功能直到2012年9月才恢复正常。
2015年2月，韩国廣播通信審議委員會宣布将全面调查Twitter，理由是该网站“包含大量儿童不宜的有害信息”，“而我们不会让有害内容腐蚀孩子们的”。
2019年2月12日，韩国廣播通信審議委員會宣布再次封禁895个色情、非法赌博和盗版下载等网站，采用了SNI阻断技术。此举引发了大量韩国网民的不满，有26万网民联名请愿青瓦台反对封禁，隨後廣播通信委員會委員長就溝通不成熟表示歉意，但並未撤回該措施，2月16日更有100多位年轻网民在首尔站站前广场抗议封禁，有反对声音认为这是在走中国式审查道路，不过有女权组织认为封禁色情能够保护女性的权益不受侵害。
2019年2月23日中午12时，Bittorrent的官方网站也遭屏蔽，但是通过http连接时不会重定向至warning.or.kr，也不会提示加载失败，而是网页长时间空白，屏蔽原因不明。
目前世界上對HTTPS連接進行政府層面審查的國家有韓國和中國。
2019年3月7日，韩国廣播通信審議委員會召开记者会称，为了强化阻止非法信息在韩国的传播，如果Netflix、YouTube和Facebook等海外网站出现3次以上违法行为或无法改善违法行为时，網站在韩国的服务會被中止。广播通信委员会计划于同年6月制定相关法律修订案和有关公平利用网络合同的指导方针。
韩国法律禁止韩国的地图数据出境，因此伺服器在韩国境外的谷歌地图长期无法在韩国服务。同时，谷歌拒绝接受使用韩国政府提供的经审查的国家地图数据的方案，所以韓國在Google Maps上的內容并沒有比其他韓國地圖全面。